# Sphex diabolicus
Sphex diabolicus är en biart som beskrevs av Frederick Smith 1858.
Sphex diabolicus ingår i släktet Sphex och familjen grävsteklar. Inga underarter finns listade i Catalogue of Life.